# Ron Filipek
Ronald Stanley Filipek, detto Ron (5 febbraio 1944 – Cookeville, 9 dicembre 2005), è stato un cestista statunitense, professionista nella NBA.

## Carriera
Venne selezionato dai Philadelphia 76ers al nono giro del Draft NBA 1967 (100ª scelta assoluta).